# ジュニアクイーンズカップ
JOC杯ジュニアクイーンズカップ・レスリング選手権大会は、日本の女子レスリングの大会である。主催は日本レスリング協会。全日本女子レスリング連盟・全国少年少女レスリング連盟共催。

## 概要
2010年より毎年4月上旬に駒沢体育館で開催される。
2009年までは全日本女子レスリング選手権大会（ジャパンクイーンズカップ）として開催されていたが、2010年からはシニア部門が全日本選抜レスリング選手権大会に吸収されたため、残ったカデット以下を独立した大会として「ジュニアクイーンズカップ」に改称した。
全日本女子選手権より年齢カテゴリーが若干変更され、「ジュニア（17〜20歳）」「カデット（15〜17歳）」「中学生」「小学生」4部門に分けられる。
ジュニアの部最優秀選手に「クイーンズカップ」が授与される。
また、2011年からジュニアの部は世界ジュニア選手権女子の部の代表選考会を兼ねる。
さらに、2019年より全日本ジュニアレスリング選手権大会女子の部と統合される形でJOC杯が移管された（JOC杯はクイーンズカップと併せて授与）。

## 歴代クイーンズカップ受賞者
| 年度   | 受賞者     |
| ------ | ---------- |
| 2010年 | 明尾弥紀   |
| 2011年 | 伊藤友莉香 |
| 2012年 | 志土地希果 |
| 2013年 | 川井梨紗子 |
| 2014年 | 宮原優     |
| 2015年 | 五十嵐未帆 |
| 2016年 | 古市雅子   |
| 2017年 |            |
| 2018年 |            |
| 2019年 | 須﨑優衣   |
| 2020年 |            |